# Молошковичи
Молошковичи (укр. Молошковичі) — село в Новояворовской городской общине Яворовского района Львовской области Украины.
Население по переписи 2001 года составляло 678 человек. Занимает площадь 1,421 км². Почтовый индекс — 81064. Телефонный код — 3259.